# Wapen van Polen

Wapen van Polen (1927).

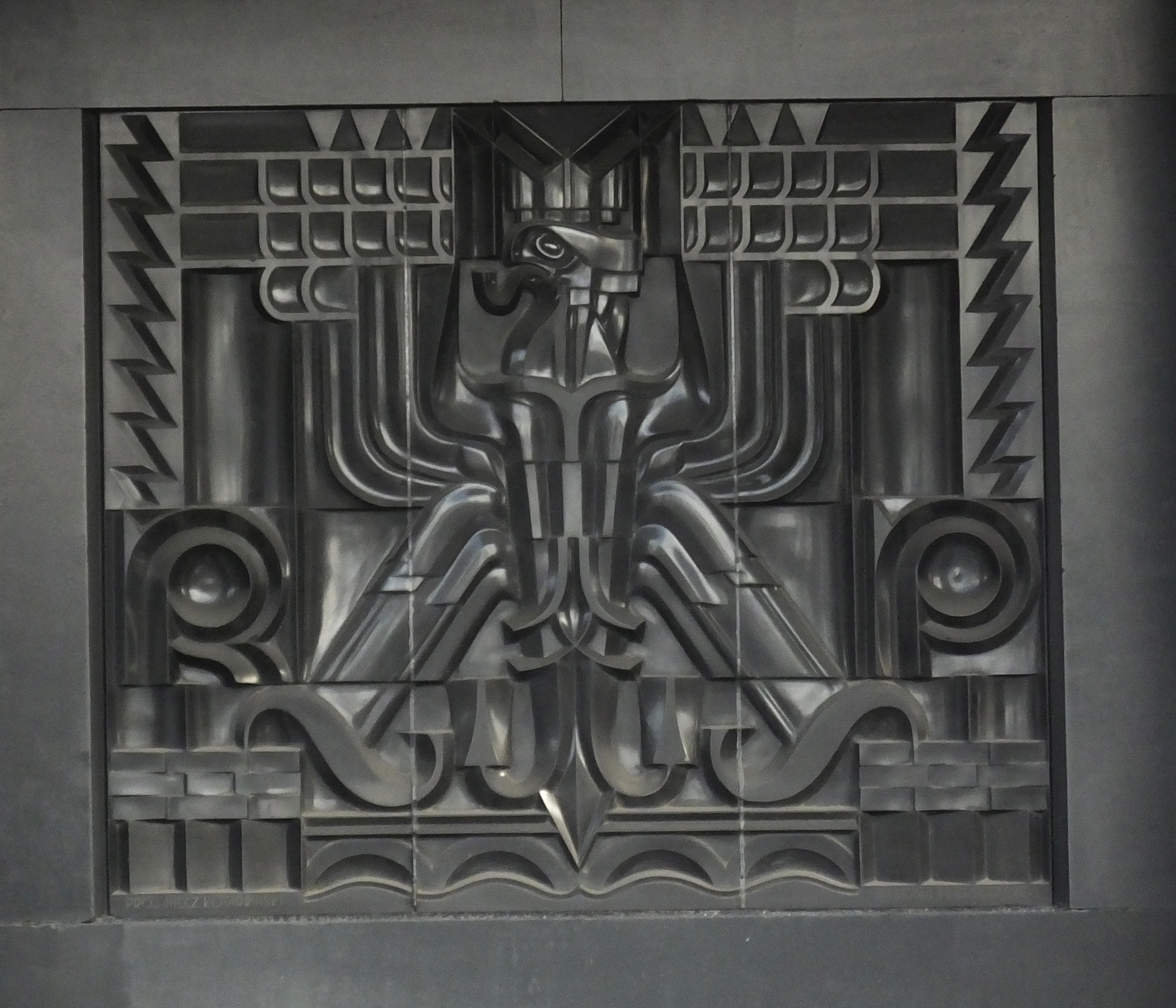
Basaltreliëf met het Poolse wapen op de gevel van het gebouw van het Ministerie van Verkeer in Warschau (stijlbeweging art deco 1931).

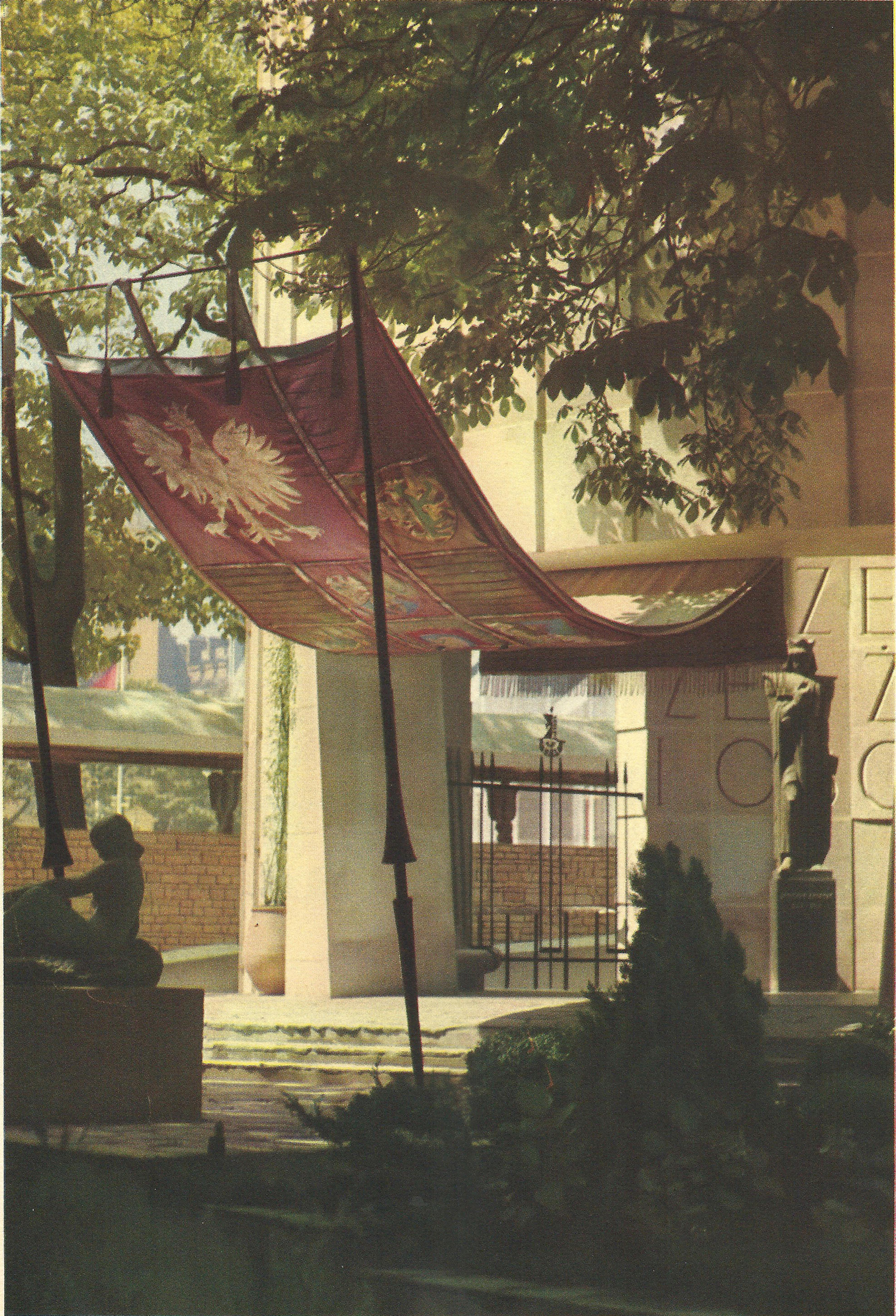
Wapen van Polen (Wereldtentoonstelling van 1937 in Parijs)

Het nationale wapen van Polen is de Witte Adelaar (Pools: Orzeł Biały). De gestileerde adelaar wordt afgebeeld met een gouden snavel en nagels en draagt een gouden kroon, alles binnen een rood schild.
Het symbool van de adelaar werd voor het eerst gebruikt op munten geslagen onder bewind van Bolesław I van Polen. De afgebeelde adelaar werd gebruikt als wapen van de Piasten.